# Episodi di Schlitz Playhouse of Stars (prima stagione)
La prima stagione della serie televisiva Schlitz Playhouse of Stars è andata in onda negli Stati Uniti dal 5 ottobre 1951 al 26 settembre 1952 sulla CBS.
| nº | Titolo originale                    | Prima TV USA      |
| -- | ----------------------------------- | ----------------- |
| 1  | Not a Chance                        | 5 ottobre 1951    |
| 2  | The Name Is Bellingham              | 12 ottobre 1951   |
| 3  | Never Wave at a WAC                 | 19 ottobre 1951   |
| 4  | Still Life                          | 26 ottobre 1951   |
| 5  | The Lucky Touch                     | 2 novembre 1951   |
| 6  | Decision and Daniel Webster         | 9 novembre 1951   |
| 7  | The Memories of Aimee Durant        | 16 novembre 1951  |
| 8  | One Is a Lonesome Number            | 23 novembre 1951  |
| 9  | Two Living and One Dead             | 30 novembre 1951  |
| 10 | The Nymph and the Lamp              | 7 dicembre 1951   |
| 11 | Exit                                | 14 dicembre 1951  |
| 12 | Dark Fleece                         | 21 dicembre 1951  |
| 13 | Girl in a Million                   | 28 dicembre 1951  |
| 14 | Clean Sweep for Lavinia             | 4 gennaio 1952    |
| 15 | Billy Budd                          | 11 gennaio 1952   |
| 16 | The Man That I Marry                | 18 gennaio 1952   |
| 17 | P.G.                                | 25 gennaio 1952   |
| 18 | Lady with a Will                    | 1º febbraio 1952  |
| 19 | The Daughter                        | 8 febbraio 1952   |
| 20 | Fifty Grand                         | 15 febbraio 1952  |
| 21 | World So Wide                       | 22 febbraio 1952  |
| 22 | Apple of His Eye                    | 29 febbraio 1952  |
| 23 | The Haunted Heart                   | 7 marzo 1952      |
| 24 | Make Way for Teddy                  | 14 marzo 1952     |
| 25 | The Human Touch                     | 21 marzo 1952     |
| 26 | The Autobiography of Grandma Moses  | 28 marzo 1952     |
| 27 | Experiment                          | 4 aprile 1952     |
| 28 | Four's a Family                     | 11 aprile 1952    |
| 29 | Now's the Time                      | 18 aprile 1952    |
| 30 | Fear                                | 25 aprile 1952    |
| 31 | Doctors Should Never Marry          | 2 maggio 1952     |
| 32 | Appointment with the Past           | 9 maggio 1952     |
| 33 | Autumn in New York                  | 16 maggio 1952    |
| 34 | Love Came Late                      | 23 maggio 1952    |
| 35 | A Quarter for Your Troubles         | 30 maggio 1952    |
| 36 | Souvenir from Singapore             | 6 giugno 1952     |
| 37 | Dress in the Window                 | 13 giugno 1952    |
| 38 | Say Hello to Pamela                 | 20 giugno 1952    |
| 39 | The Von Linden File                 | 27 giugno 1952    |
| 40 | The House of Death                  | 4 luglio 1952     |
| 41 | A Southern Lady                     | 11 luglio 1952    |
| 42 | Early Space Conquerors              | 18 luglio 1952    |
| 43 | A Man's World                       | 25 luglio 1952    |
| 44 | Crossroads                          | 1º agosto 1952    |
| 45 | So Help Me                          | 8 agosto 1952     |
| 46 | Double Exposure                     | 15 agosto 1952    |
| 47 | Mr. And Mrs. Trubble or The Tubbles | 22 agosto 1952    |
| 48 | Port of Call                        | 29 agosto 1952    |
| 49 | Homecoming                          | 5 settembre 1952  |
| 50 | The Marriage of Lit-Lit             | 12 settembre 1952 |
| 51 | I Want to Be a Star                 | 19 settembre 1952 |
| 52 | The Trial                           | 26 settembre 1952 |

## Not a Chance
- Diretto da:
- Scritto da:

### Trama
- Interpreti: Irene Dunne (se atessa - presentatrice), Helen Hayes, David Niven

## The Name Is Bellingham
- Diretto da:
- Scritto da:

### Trama
- Interpreti: Romney Brent, John Payne

## Never Wave at a WAC
- Diretto da:
- Scritto da:

### Trama
- Interpreti: Rosalind Russell, Frederick Brady, Charles Dingle, Russell Hardie, Frederick Kohner, Betty Lynn

## Still Life
- Diretto da:
- Scritto da:

### Trama
- Interpreti: Wendell Corey, Margaret Sullavan

## The Lucky Touch
- Diretto da:
- Scritto da:

### Trama
- Interpreti: John Farrell, Helen Hayes, Marshall Henderson, Wright King, J. Pat O'Malley

## Decision and Daniel Webster
- Diretto da:
- Scritto da:

### Trama
- Interpreti: Jonathan Braman (Page), Matt Briggs (Sen. Pritchard), Charles Dingle (Sen. Clay), Gavin Gordon (Lord Ashburton), Walter Hampden (Daniel Webster), Joseph Holland (Penrose), Enid Markey (Caroline Webster), Nelson Olmsted (Steward / narratore), Richard Purdy (Vice-President Tyler), Ken Renard (Nalley), Byron Russell (presidente Harrison)

## The Memories of Aimee Durant
- Diretto da:
- Scritto da:

### Trama
- Interpreti: Diana Lynn

## One Is a Lonesome Number
- Diretto da:
- Scritto da:

### Trama
- Interpreti: Charlton Heston, June Lockhart

## Two Living and One Dead
- Diretto da:
- Scritto da:

### Trama
- Interpreti: Fay Bainter, Walter Hampden

## The Nymph and the Lamp
- Diretto da:
- Scritto da:

### Trama
- Interpreti: Robert Preston, Margaret Sullavan

## Exit
- Diretto da:
- Scritto da:

### Trama
- Interpreti: Coleen Gray, John Payne (Robert Holmi)

## Dark Fleece
- Diretto da:
- Scritto da:

### Trama
- Interpreti: Helen Hayes, Carmen Mathews, Anthony Quinn

## Girl in a Million
- Diretto da:
- Scritto da:

### Trama
- Interpreti: Joan Caulfield, John Forsythe

## Clean Sweep for Lavinia
- Diretto da:
- Scritto da:

### Trama
- Interpreti: Josephine Hull (Lavinia), Scott McKay

## Billy Budd
- Diretto da:
- Scritto da:

### Trama
- Interpreti: Walter Burke (Squeak), Walter Hampden (capitano Vere), Peter Hobbs (John Claggart), Bernard Kates, Jack Manning, Chester Morris (The Dansker), Jeff Morrow (tenente Wyatt), Charles Nolte (Billy Budd), Winston Ross, Guy Spaull

## The Man That I Marry
- Diretto da:
- Scritto da:

### Trama
- Interpreti: John Baragrey, Steven Hill, John Ireland, Diana Lynn, Jeffrey Lynn

## P.G.
- Diretto da:
- Scritto da:

### Trama
- Interpreti: Teresa Celli, Dan Duryea, John Forsythe, Henry Jones, William Redfield

## Lady with a Will
- Diretto da:
- Scritto da:

### Trama
- Interpreti: Richard Bishop, Russell Collins, Robert Emhardt, Ernestine McClendon, Edmon Ryan, Ann Sothern

## The Daughter
- Diretto da:
- Scritto da:

### Trama
- Interpreti: Geraldine Fitzgerald (Mary Todd Lincoln), Juanita Hall (Mammy Salby)

## Fifty Grand
- Diretto da:
- Scritto da:

### Trama
- Interpreti: Dane Clark

## World So Wide
- Diretto da:
- Scritto da:

### Trama
- Interpreti: John Baragrey, Nina Foch, John Forsythe

## Apple of His Eye
- Diretto da:
- Scritto da:

### Trama
- Interpreti: Ward Bond, Henry Jones, June Lockhart

## The Haunted Heart
- Diretto da:
- Scritto da:

### Trama
- Interpreti: Polly Bergen, William Eythe

## Make Way for Teddy
- Diretto da:
- Scritto da:

### Trama
- Interpreti: Philip Abbott, Ann Crowley, Walter Hampden, Irene Manning, Laura Weber, Jack Weston

## The Human Touch
- Diretto da:
- Scritto da:

### Trama
- Interpreti: Diana Lynn, Vincent Price

## The Autobiography of Grandma Moses
- Diretto da:
- Scritto da:

### Trama
- Interpreti: Lillian Gish (Grandma Moses)

## Experiment
- Diretto da:
- Scritto da:

### Trama
- Interpreti: Sylvia Sidney

## Four's a Family
- Diretto da:
- Scritto da:

### Trama
- Interpreti: Celeste Holm

## Now's the Time
- Diretto da:
- Scritto da:

### Trama
- Interpreti: Walter Hampden

## Fear
- Diretto da:
- Scritto da:

### Trama
- Interpreti: Geraldine Fitzgerald

## Doctors Should Never Marry
- Diretto da:
- Scritto da:

### Trama
- Interpreti: Diana Lynn, Jamie Smith

## Appointment with the Past
- Diretto da:
- Scritto da:

### Trama
- Interpreti: Mark Stevens

## Autumn in New York
- Diretto da:
- Scritto da:

### Trama
- Interpreti: Polly Bergen (Dellie), Skip Homeier (Paddy), Donald Briggs (Leo), Jane Rose (vecchio Woman), Jean Carson (Model), Lee Papell (Jacque), Robert Carricart (Jean), Nathaniel Frey (cameriere), Elmer Lehr (vecchio Man), Durward Kirby (se stesso, Announcer / Schlitz Spokesman)

## Love Came Late
- Diretto da:
- Scritto da:

### Trama
- Interpreti: Joseph Anthony, Luise Rainer (Chambermaid)

## A Quarter for Your Troubles
- Diretto da:
- Scritto da:

### Trama
- Interpreti: Irene Dunne (se atessa - presentatrice), Ned Glass, Richard Haydn, Richard Rober (Quarter Malloy), Nedrick Young

## Souvenir from Singapore
- Diretto da:
- Scritto da:

### Trama
- Interpreti: Irene Dunne (se atessa - presentatrice), Dan Duryea

## Dress in the Window
- Diretto da:
- Scritto da:

### Trama
- Interpreti: Gene Collins, Irene Dunne (Herself - Introduction), James Flavin, Tim Graham, Brett King, Dolores Mann, Joey Ray, John Ridgely, Bigelow Sayre, Onslow Stevens, Barbara Woodell, Teresa Wright (Terry Hagen)

## Say Hello to Pamela
- Diretto da:
- Scritto da:

### Trama
- Interpreti: Barbara Britton (Pamela), Irene Dunne (se atessa - presentatrice), Leif Erickson (Dan)

## The Von Linden File
- Diretto da:
- Scritto da:

### Trama
- Interpreti: Ben Astar, Steve Brodie, Benny Burt, Claire Carleton, Irene Dunne (se atessa - presentatrice), Joan Leslie, Irene Martin

## The House of Death
- Diretto da:
- Scritto da:

### Trama
- Interpreti: Irene Dunne (se atessa - presentatrice), Boris Karloff (Charles Brandon)

## A Southern Lady
- Diretto da:
- Scritto da:

### Trama
- Interpreti: Jane Wyatt (Mattie Smith), Douglas Dick (Byron), Margaret Field (Lola), Georgia Backus, Irene Dunne (se atessa - presentatrice)

## Early Space Conquerors
- Diretto da:
- Scritto da:

### Trama
- Interpreti: Bobby Driscoll, Teddy Infuhr, Shimen Ruskin, Brad Morrow, Jimmy Clemons Jr., Domenick Delgarde, Eda Reiss Merin, Irene Dunne (se atessa - presentatrice)

## A Man's World
- Diretto da:
- Scritto da:

### Trama
- Interpreti: Irene Dunne (se atessa - presentatrice), Pat O'Brien

## Crossroads
- Diretto da:
- Scritto da:

### Trama
- Interpreti: Amanda Blake, Cedric Hardwicke, Charmienne Harker

## So Help Me
- Diretto da:
- Scritto da:

### Trama
- Interpreti: Irene Dunne (se atessa - presentatrice), Jean Wallace

## Double Exposure
- Diretto da:
- Scritto da:

### Trama
- Interpreti: John Beal, Amanda Blake, Jack Daly, Irene Dunne (Herself -  - presentatoreess), Anne Nagel, Maude Patrick, Richard Tyler

## Mr. And Mrs. Trubble or The Tubbles
- Diretto da:
- Scritto da:

### Trama
- Interpreti: Irene Dunne (se atessa - presentatrice), Virginia Field (Mrs. Tubble), Willard Parker (Mr. Tubble)

## Port of Call
- Diretto da:
- Scritto da:

### Trama
- Interpreti: Irene Dunne (se atessa - presentatrice), Victor McLaglen, Gertrude Michael (the Duchess), Carmen Molina, Carlos Múzquiz, George Robotham, José Torvay, Jorge Treviño

## Homecoming
- Diretto da:
- Scritto da:

### Trama
- Interpreti: Donald Cook (se stesso  - presentatore), Leif Erickson (Sam Sargent), Helen Westcott (Paula Sargent), Eddie Dew (Lee Hollister), Harry Ellerbe (Don Avery), Gordon Hanson (Bob Collins), Robert Carson (George Travis), James Seay (Joe Daggett), Evelyn Scott (Doris Daggett)

## The Marriage of Lit-Lit
- Diretto da:
- Scritto da:

### Trama
- Interpreti: Don DeFore, Rita Moreno

## I Want to Be a Star
- Diretto da:
- Scritto da:

### Trama
- Interpreti: Elinor Donahue, James Dunn

## The Trial
- Diretto da:
- Scritto da:

### Trama
- Interpreti: Lon Chaney Jr., Robert Lowery, Eve McVeagh